# Isostigma riedelii
Isostigma riedelii là một loài thực vật có hoa trong họ Cúc. Loài này được (Baker) Chodat mô tả khoa học đầu tiên.